# 西元町 (国分寺市)
西元町（にしもとまち）は、東京都国分寺市の町名。現行行政地名は西元町一丁目から西元町四丁目。郵便番号は185-0023。

## 地理
国分寺市南部に位置する。北は泉町、東は東元町、南は府中市栄町、西は府中市武蔵台に隣接する。町内は史跡・遺跡が多く、少なからぬ部分を公園としている他、住宅地としても利用されている。

### 地価
住宅地の地価は2014年（平成26年）1月1日に公表された公示地価によれば西元町2-12-4の地点で27万8000円/m2となっている。

## 世帯数と人口
2017年（平成29年）12月1日現在の世帯数と人口は以下の通りである。
| 丁目         | 世帯数    | 人口    |
| ------------ | --------- | ------- |
| 西元町一丁目 | 240世帯   | 632人   |
| 西元町二丁目 | 801世帯   | 1,719人 |
| 西元町三丁目 | 657世帯   | 1,457人 |
| 西元町四丁目 | 167世帯   | 398人   |
| 計           | 1,865世帯 | 4,206人 |

## 小・中学校の学区
市立小・中学校に通う場合、学区は以下の通りとなる。
| 丁目         | 番地 | 小学校     | 中学校     |
| ------------ | ---- | ---------- | ---------- |
| 西元町一丁目 | 全域 | 第四小学校 | 第四中学校 |
| 西元町二丁目 | 全域 | 第四小学校 | 第四中学校 |
| 西元町三丁目 | 全域 | 第四小学校 | 第四中学校 |
| 西元町四丁目 | 全域 | 第四小学校 | 第四中学校 |

## 交通

### 鉄道
| 隣接する街区の駅                        |
| --------------------------------------- |
| JR中央線 JR武蔵野線 - 西国分寺駅(JM 33) |

### 道路
- 東京都道17号所沢府中線（府中街道）
- 東京都道145号立川国分寺線（多喜窪通り）

## 施設
- 国分寺市立第四小学校
- 国分寺市立第四中学校
- 都立武蔵国分寺公園
- 市立黒鐘公園
- 市立国分寺公園
- 武蔵国分寺跡
- 武蔵国分尼寺跡
- お鷹の道・真姿の池湧水群 - 東京都名勝、名水百選、東京の名湧水57選に選ばれている。
- 万葉植物園
- 武蔵国分寺跡資料館
- 文化財資料展示室
- 史跡の駅